# Ель Мартіно
Ель Мартіно (народився як Джаспер Сіні; 7 жовтня 1927 — 13 жовтня 2009) — американський співак і актор. Він досяг свого найбільшого успіху як співак між початком 1950-х і серединою 1970-х років, його описують як «одного з великих італійсько-американських поп-співаків », а також став відомим як актор, зокрема завдяки своїй ролі співака Джонні Фонтане у Хрещеному батькові.

## Раннє життя
Джаспер Сіні народився у Філадельфії, штат Пенсільванія. Ім'я Джаспер було англізацією імені його батька, Гаспаріно. Його батьки були іммігрантами з регіону Абруццо, в містечку Нерето, Італія, які вели будівельний бізнес. Підростаючи, він разом зі своїми братами Паскуале та Френсісом працював муляром. Він прагнув стати співаком, наслідуючи таких артистів, як Ел Джолсон і Перрі Комо, а також завдяки успіху друга сім’ї, Альфредо  змінив своє ім’я на Маріо Ланца.

## Кар'єра
Після служби у ВМС Сполучених Штатів під час Другої світової війни, під час якої він брав участь у вторгненні на Іводзіму, під час якого був поранений, Сіні почав свою кар'єру співака. Заохочуваний Ланцою, він прийняв сценічний псевдонім Аль Мартіно, заснований на імені чоловіка своєї хорошої подруги Лорейн Чіанфрані (уродженої Лосавіо), Альфреда Мартіна Чіанфрані, і почав співати в місцевих нічних клубах. У 1948 році він переїхав до Нью-Йорка, записав кілька сторінок для лейблу Jubilee і в 1952 році виграв перше місце в телевізійній програмі Артура Годфрі «Talent Scouts », виконавши хіт Комо « If ».

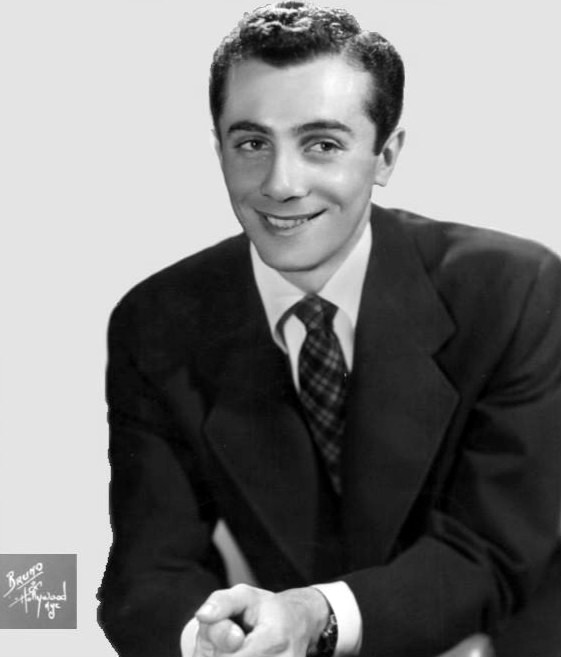
Мартіно в 1952 році, коли «Here in My Heart» очолила музичні чарти

У результаті він отримав контракт із філадельфійським незалежним звукозаписним лейблом BBS, де він записав «Here in My Heart». Лейбл Ланзи, RCA Victor, попросив Ланзу записати пісню, але Мартіно зателефонував Ланці та благав його дати версії Мартіно явний шанс. Пісня пробула три тижні під номером. 1 у американських поп-чартах у червні 1952 року, принісши Мартіно золотий диск, а пізніше того ж року також досяг вершини британських чартів. Він був номером один у першому британському чарті синглів, опублікованому New Musical Express 14 листопада 1952 року, помістивши його до Книги рекордів Гіннеса. "Here in My Heart" дев'ять тижнів залишався на першій позиції у Великій Британії.
Успіх запису призвів до угоди з Capitol Records, і він випустив ще три сингли: «Take My Heart», «Rachel» і «When You're Mine» до 1953 року, всі з яких потрапили в топ-40 США. Однак його успіх також привернув увагу мафії, яка викупила контракт на управління Мартіно та зобов’язала його заплатити 75 000 доларів як гарантію їхніх інвестицій. Зробивши перший внесок, щоб заспокоїти їх, він переїхав до Британії. Його популярність дозволила йому продовжувати успішно виступати та записуватись у Великій Британії, виступаючи хедлайнером у London Palladium та отримавши ще шість хітів у британських чартах у період до 1955 року, включаючи «Now» та «Wanted». Однак його роботи не були представлені в США. У 1958 році завдяки втручанню друга сім’ї Мартіно дозволили повернутися до США і відновити кар’єру звукозапису, але він зіткнувся з труднощами у відновленні, особливо з появою рок-н-ролу. У 1959 році Мартіно підписав контракт з 20th Fox Records;  завдяки цій угоді він випустив два альбоми і випустив чотири сингли, жоден з яких не став головним хітом. Успіх його альбому 1962 року «The Exciting Voice of Al Martino» забезпечив йому новий контракт з Capitol, після чого вийшов переважно італомовний альбом «The Italian Voice of Al Martino », який містив його версію всесвітньо популярної пісні «Al Ді Ла". Він також зробив кілька гучних виступів на телебаченні, допомігши відновити свою видимість.
У 1963 році він досяг найбільшого успіху в чартах США з піснею «I Love You Since», кавер-версією хіта Леона Пейна 1950 року в стилі кантрі. Версія Мартіно, аранжована Белфордом Хендріксом, посіла третє місце в чарті US Billboard Hot 100 і перше місце в чарті Easy Listening. Однойменний альбом увійшов до топ-10 Billboard 200. У 1963 і 1964 роках у Мартіно було ще чотири американських хіти: «Painted, Tainted Rose» (1963), «I Love You More and More Every Day», «Tears and Roses» і «Silver Bells» (усі 1964). Він також виконав заголовну пісню для фільму 1964 року «Тихше, тихше, мила Шарлотто». Одним із його найбільших хітів став «Іспанські очі», здобувши кілька золотих і платинових дисків у продажу. Записана в 1965 році, пісня досягла п'ятого місця в чарті синглів Великої Британії після перевидання в 1973 році. Пісня з мелодією Берта Кемпферта під початковою назвою «Місяць над Неаполем» входить до 50 пісень, які найчастіше слухають у світі.
Успіх Мартіно в чартах згас після середини 1960-х років, хоча багато його записів продовжували потрапляти до US Hot 100. Іншим пізнішим хітом стала диско-версія «Volare» (також відома як «Nel blu, Dipinto di Blu»). У 1976 році він досяг першого місця в італійському та фламандському чартах, а також увійшов до топ-10 в Іспанії, Нідерландах та Франції, а також у багатьох інших європейських країнах. У 1993 році Мартіно записав новий студійний альбом з німецьким продюсером Дітером Боленом (колишнім учасником поп-дуету Modern Talking, продюсером таких міжнародних виконавців, як Кріс Норман із Smokie, Бонні Тайлер, Діон Уорік, Енгельберт або Еррол Браун із Hot Chocolate). Сингл «Spanish Ballerina» (написаний у європоп-звучанні Болена) досяг 93 місця в німецькому чарті синглів.

### Акторство
Окрім співу, Мартіно зіграв роль Джонні Фонтане у фільмі «Хрещений батько» 1972 року, а також заспівав тему фільму «Speak Softly Love». Про персонажа Мартіно розповів друг, який читав однойменний роман і вважав, що Мартіно представляє персонажа Джонні Фонтане. Мартіно зв'язався з продюсером Альбертом С. Радді, який спочатку дав йому роль. Однак Мартіно позбавили ролі після того, як режисером став Френсіс Форд Коппола і присудив роль співаку Віку Деймону. Мартіно, у свою чергу, звернувся до Рассела Буфаліно, свого хрещеного батька та кримінального авторитета, який потім організував публікацію різноманітних статей, у яких стверджувалося, що Коппола не знав про те, що Рудді дав Мартіно роль. Згодом Деймон відмовився від ролі, оскільки не хотів провокувати злочинну родину Буфаліно (до того ж Деймон вважав, що йому надто мало платять за роль). Зрештою, роль Джонні Фонтане отримала Мартіно. Він зіграв ту саму роль у фільмах «Хрещений батько, частина III» та «Трилогія про Хрещеного батька: 1901–1980» (телевізійний міні-серіал, який поєднує «Хрещеного батька» та «Хрещеного батька», частину ІІ в один фільм).
Пізніше Мартіно повернувся до акторської майстерності, зігравши старого співака Села Стівенса в короткометражному фільмі Cutout, який з’явився на кінофестивалях по всьому світу в 2006 році.

## Сім'я
Спочатку Мартіно був одружений з Дженні Фуріні; потім із Гвендолін Венцель; і, нарешті, з Джуді Стілвелл Мартіно, з якою був у шлюбі на момент своєї смерті. У нього було троє дітей: Альфред Сіні, Алана Сіні та Елісон Мартіно. Елісон Мартіно є сценаристкою і телепродюсеркою таких програм, як «Таємниці та скандали» та « Хедлайнери та легенди ».

## Смерть
Мартіно помер від серцевого нападу 13 жовтня 2009 року у своєму будинку в Спрінгфілді, штат Пенсільванія, через шість днів після свого 82-го дня народження. Його поховали на кладовищі Святого Хреста в Калвер-Сіті, Каліфорнія.

## Фільмографія
| рік      | Назва                        | Роль           |
| -------- | ---------------------------- | -------------- |
| 1972 рік | Хрещений батько              | Джонні Фонтане |
| 1990 рік | Хрещений батько, частина III | Джонні Фонтане |

## Дискографія

### Студійні альбоми
- 1959: Аль Мартіно (20th Century Fox)
- 1960: Swing Along With Al Martino (20th Century Fox)
- 1962: Захоплюючий голос Аль Мартіно (№ США 109) Capitol Records
- 1962: Італійський голос Аль Мартіно (№ США 57)
- 1963: When Your Love Has Gone (20th Century Fox)
- 1963: Я люблю тебе тому що (№ США 7)
- 1963: Розфарбована, зіпсована троянда (№ США 9)
- 1963: Любовні записки
- 1963: співає чудові італійські пісні про кохання
- 1964: Веселого Різдва (Різдво США № 8)
- 1964: Я люблю тебе все більше і більше з кожним днем / Сльози і троянди (№ США 31)
- 1964: Жити в брехні (№ США 13)
- 1965: My Cherie (№ США 19)
- 1965: Хтось інший займає моє місце (№ США 42)
- 1965: Ми могли б (№ США 41)
- 1966: Іспанські очі (№ США 8)
- 1966: Думаю, я піду кудись і заплачу до сну (№ США 116)
- 1966: Це любов (№ США 57)
- 1967: Татова дівчинка (№ США 23)
- 1967: Ця любов до тебе (№ США 99)
- 1967: Марія вранці (№ США 63)
- 1968: Love is Blue (США № 56)
- 1968: Це Аль Мартіно (№ США 129)
- 1968: Wake Up to Me Gentle
- 1969: Джин (№ США 196)
- 1969: Саусаліто (№ США 189)
- 1970: Не можу не закохатися (№ США 184)
- 1970: Моє серце співає (№ США 172)
- 1972: Тема кохання з «Хрещеного батька» (№ США 138)
- 1972: літо 42-го (№ США 204)
- 1973: Сільський стиль
- 1974: Я не проживу й дня без тебе
- 1975: До дверей сонця (№ США 129)
- 1976: Концерт: Записано з Едмонтонським симфонічним оркестром (наживо) RockyRock
- 1976: Sing My Love Songs
- 1978: Наступні сто років
- 1978: Аль Мартіно співає (20th Century Fox)
- 1978: Аль Мартіно
- 1982: Весь я (MovieTone)
- 1990: Quando, Quando, Quando (Dynamic)
- 1991: Al Martino: In Concert (Prestige)
- 1993: The Voice to Your Heart ; виробництва Дітера Болена в Німеччині (Dino Music)
- 2000: Стиль (Varèse Sarabande)
- 2006: Come Share the Wine (Sin-Drome)
- 2011: Дякую

### Збірники
- 196?: Романтичний світ Аль Мартіно (Капітолій)
- 1965: Це старе почуття (MovieTone)
- 1966: Не йди до незнайомців (Піквік)
- 1968: Аль Мартіно (запрошена зірка)
- 1968: Найкраще з Аль Мартіно (№ США 108)
- 1970: Here in My Heart/Yesterday
- 1971: I Wish You Love/Losing You
- 1971: Аль Мартіно (набір із 3 платівок)
- 1978: Час за часом (Трамплін)
- 1990: Greatest Hits (Curb)
- 1992: серія Capitol Collectors
- 1996: 20 пісень великого кохання (Disky)
- 1998: Touch of Class (Disky)
- 1999: Легендарний Аль Мартіно (Метро)
- 1999: Колекція Аль Мартіно: Я люблю тебе, тому що (бритва та краватка)
- 1999: Я люблю тебе, тому що / Моя Чері
- 2000: Хіти Аль Мартіно
- 2004: Essential Al Martino (Fuel 2000)
- 2005: Неперевершений Аль Мартіно
- 2006: Ми могли б/подумати, що я піду кудись і поплачуся, щоб спати
- 2006: Найкраще з Аль Мартіно
- 2007: Знайомство з Аль Мартіно (Varèse Sarabande)
- 2012: Makin' Whoopee (сепія)
- 2013: Візьми моє серце (Жасмін)
- 2018: The Singles Collection: 1952-1962 (Acrobat)

### Сингли
| Year | Titles (A-side/B-side) Both sides from same album except where indicated                                | U.S. Billboard | U.S. Cash Box | U.S. AC | UK  | Album                                           |
| ---- | --- | -------------- | ------------- | ------- | --- | ----------------------------------------------- |
| 1952 | "Here in My Heart" b/w "I Cried Myself To Sleep"                                                        | 1              | 2             |         | 1   | Non-album tracks                                |
| 1952 | "Take My Heart" b/w "I Never Cared"                                                                     | 12             |               |         | 9   | Non-album tracks                                |
| 1952 | "I've Never Seen" b/w "Say You'll Wait For Me"                                                          |                |               |         |     | Non-album tracks                                |
| 1953 | "Now" b/w "In All This World"                                                                           |                | 25            |         | 3   | Non-album tracks                                |
| 1953 | "Rachel" b/w "One Lonely Night"                                                                         | 30             | 21            |         | 10  | Non-album tracks                                |
| 1953 | "Here In My Arms" b/w "There's Music In You"                                                            |                |               |         |     | Non-album tracks                                |
| 1953 | "When You're Mine" b/w "This Night I'll Remember"                                                       | 27             |               |         |     | Non-album tracks                                |
| 1953 | "All I Want Is A Chance" b/w "You Can't Go On Forever Breaking My Heart"                                |                |               |         |     | Non-album tracks                                |
| 1954 | "Melancholy Serenade" b/w "Way, Paesano (Uei...Paesano)"                                                |                |               |         |     | Non-album tracks                                |
| 1954 | "Wanted" b/w "There'll Be No Teardrops Tonight"                                                         |                |               |         | 4   | Non-album tracks                                |
| 1954 | "The Story Of Tina" b/w "Say It Again"                                                                  |                |               |         | 10  | Non-album tracks                                |
| 1954 | "Don't Go To Strangers" b/w "When"                                                                      |                |               |         |     | Non-album tracks                                |
| 1955 | "The Man From Laramie" b/w "To Please My Lady"                                                          |                |               |         | 19  | Non-album tracks                                |
| 1955 | "Love Is Eternal" b/w "The Snowy, Snowy Mountains"                                                      |                |               |         |     | Non-album tracks                                |
| 1956 | "A Love To Call My Own" b/w "The Girl I Left In Rome"                                                   |                |               |         |     | Non-album tracks                                |
| 1957 | "I'm Sorry" b/w "I'm A Funny Guy"                                                                       |                |               |         |     | Non-album tracks                                |
| 1958 | "Here In My Heart" b/w "Two Lovers"                                                                     |                |               |         |     | Non-album tracks                                |
| 1959 | "I Can't Get You Out of My Heart" b/w "Two Hearts Are Better Than One"                                  | 44             | 43            |         |     | Non-album tracks                                |
| 1959 | "Darling, I Love You" b/w "The Memory Of You"                                                           | 63             | 52            |         |     | Non-album tracks                                |
| 1960 | "Summertime" b/w "I Sold My Heart" (Non-album track)                                                    |                |               |         | 49  | Swing Along With Al Martino                     |
| 1960 | "Dearest (Cara)" b/w "Hello My Love"                                                                    |                | 106           |         |     | Non-album tracks                                |
| 1960 | "Only The Broken Hearted" b/w "Journey To Love"                                                         |                |               |         |     | Non-album tracks                                |
| 1960 | "Our Concerto" b/w "In My Heart Of Hearts"                                                              |                |               |         |     | Non-album tracks                                |
| 1960 | "Come Back To Me" b/w "It's All Over But The Crying"                                                    |                |               |         |     | Non-album tracks                                |
| 1961 | "Little Boy, Little Girl" b/w "My Side Of The Story"                                                    | 109            | 92            |         |     | Non-album tracks                                |
| 1961 | "Here in My Heart" (re-recording) b/w "Granada"                                                         | 86             | 102           | 17      |     | The Exciting Voice Of Al Martino                |
| 1961 | "Pardon" b/w "Another Time, Another Place"                                                              |                |               |         |     | Non-album tracks                                |
| 1962 | "There's No Tomorrow" b/w "The Memory Of You"                                                           |                |               |         |     | Non-album tracks                                |
| 1962 | "Love, Where Are You Now (Toselli Serenade)" b/w "Exodus"                                               | 119            |               |         |     | The Exciting Voice Of Al Martino                |
| 1962 | "Because You're Mine" b/w "Make Me Believe"                                                             |                |               |         |     | The Exciting Voice Of Al Martino                |
| 1963 | "I Love You Because" b/w "Merry-Go-Round"                                                               | 3              | 3             | 1       | 48  | I Love You Because                              |
| 1963 | "Painted, Tainted Rose" b/w "That's The Way It's Got To Be"                                             | 15             | 19            | 3       |     | Painted, Tainted Rose                           |
| 1963 | "Living A Lie" b/w "I Love You Truly" (from Painted, Tainted Rose)                                      | 22             | 23            | 8       |     | Living A Lie                                    |
| 1964 | "My Side Of The Story" b/w "It's All Over But The Crying"                                               |                |               |         |     | Non-album tracks                                |
| 1964 | "I Love You More and More Every Day" b/w "I'm Living My Heaven With You"                                | 9              | 11            | 3       |     | I Love You More and More Every Day              |
| 1964 | "Tears and Roses" b/w "A Year Ago Tonight" (Non-album track)                                            | 20             | 18            | 7       |     | I Love You More and More Every Day              |
| 1964 | "Always Together" /                                                                                     | 33             | 41            | 4       |     | We Could                                        |
| 1964 | "Thank You For Loving Me"                                                                               | 118            | 96            |         |     | Non-album tracks                                |
| 1964 | "I Can't Get You Out of My Heart" (reissue) b/w "Come Back To Me"                                       | 99             |               |         |     | Non-album tracks                                |
| 1964 | "We Could" b/w "Sunrise To Sunrise"                                                                     | 41             | 44            | 6       |     | We Could                                        |
| 1964 | "Silver Bells" b/w "You're All I Want For Christmas"                                                    |                | 145           |         |     | A Merry Christmas                               |
| 1965 | "My Heart Would Know" b/w "Hush...Hush, Sweet Charlotte"                                                | 52             | 50            | 11      |     | Somebody Else Is Taking My Place                |
| 1965 | "Somebody Else Is Taking My Place" /                                                                    | 53             | 64            | 11      |     | Somebody Else Is Taking My Place                |
| 1965 | "With All My Heart"                                                                                     | 122            | 99            |         |     | Somebody Else Is Taking My Place                |
| 1965 | "My Cherie" /                                                                                           | 88             | 79            | 26      |     | My Cherie                                       |
| 1965 | "Ramona"                                                                                                |                | tag           |         |     | Painted, Tainted Rose                           |
| 1965 | "Forgive Me" b/w "What Now, My Love" (from My Cherie)                                                   | 61             | 73            | 7       |     | Spanish Eyes                                    |
| 1966 | "Spanish Eyes" b/w "Melody Of Love" (From My Cherie)                                                    | 15             | 16            | 1       | 5 A | Spanish Eyes                                    |
| 1966 | "Think I'll Go Somewhere and Cry Myself To Sleep" b/w "Hello Memory"                                    | 30             | 33            | 2       |     | Spanish Eyes                                    |
| 1966 | "Wiederseh'n" b/w "The Minute You're Gone"                                                              | 57             | 61            | 3       |     | Think I'll Go Somewhere and Cry Myself to Sleep |
| 1966 | "Just Yesterday" b/w "By The River Of The Roses" (from Spanish Eyes)                                    | 77             | 71            | 12      |     | This Is Love                                    |
| 1966 | "The Wheel of Hurt" b/w "Somewhere In This World"                                                       | 59             | 57            | 12      |     | Daddy's Little Girl                             |
| 1967 | "Daddy's Little Girl" b/w "Devotion" (From This Love For You)                                           | 42             | 46            | 2       |     | Daddy's Little Girl                             |
| 1967 | "Mary in the Morning" b/w "I Love You and You Love Me"                                                  | 27             | 27            | 1       |     | Daddy's Little Girl                             |
| 1967 | "More Than the Eye Can See" b/w "Red Is Red" (from Mary In The Morning)                                 | 54             | 47            | 1       |     | This Is Al Martino                              |
| 1967 | "A Voice In the Choir" b/w "The Glory Of Love" (from This Is Al Martino)                                | 80             | 81            | 5       |     | Non-album track                                 |
| 1968 | "Love Is Blue" b/w "I'm Carryin' The World On My Shoulders"                                             | 57             | 60            | 3       |     | Love Is Blue                                    |
| 1968 | "Lili Marlene" b/w "Georgia"                                                                            | 87             | 82            | 7       |     | Love Is Blue                                    |
| 1968 | "Wake Up To Me Gentle" b/w "If You Must Leave My Life"                                                  | 120            | 125           | 21      |     | Wake Up To Me Gentle                            |
| 1969 | "I Can't Help It" b/w "I Can See Only You"                                                              | 97             | 93            | 10      |     | Wake Up To Me Gentle                            |
| 1969 | "Sausalito" b/w "Take My Hand For A While"                                                              | 99             | 62            | 13      |     | Sausalito                                       |
| 1969 | "I Started Loving You Again" B b/w "Let Me Stay Awhile" (from Jean)                                     | 86             | 74            | 19      |     | Non-album track                                 |
| 1970 | "Can't Help Falling in Love" b/w "You're All The Woman That I Need"                                     | 51             | 57            | 5       |     | Can't Help Falling In Love                      |
| 1970 | "Walking In The Sand" b/w "One More Mile (and Darlin', I'll Be Home)" (from Can't Help Falling In Love) | 123            |               | 9       |     | To The Door Of The Sun                          |
| 1970 | "True Love Is Greater Than Friendship" b/w "The Call"                                                   |                | 110           | 33      |     | My Heart Sings                                  |
| 1971 | "Come Into My Life" b/w "One Pair Of Hands" (from My Heart Sings)                                       |                | 104           | 30      |     | To The Door Of The Sun                          |
| 1971 | "Losing My Mind" b/w "Too Many Mornings" (Non-album track)                                              |                |               | 39      |     | Summer of '42                                   |
| 1971 | "This Summer Knows" b/w "More Now Than Ever"                                                            |                |               |         |     | Summer of '42                                   |
| 1972 | "Speak Softly Love" b/w "I Have But One Heart"                                                          | 80             | 81            | 24      |     | Love Theme from 'The Godfather                  |
| 1972 | "Canta Libre" b/w "Take Me Back"                                                                        |                |               | 37      |     | Non-album tracks                                |
| 1973 | "Hey Mama" b/w "If I Give My Heart To You" (Non-album track)                                            |                |               |         |     | The Very Best Of Al Martino                     |
| 1973 | "Daddy Let's Play" b/w "Mary Go Lightly (Como Un Nino)" (from To The Door Of The Sun)                   |                |               |         |     | Country Style                                   |
| 1975 | "To the Door of the Sun (Alle Porte del Sole)" b/w "Mary Go Lightly (Como Un Nino)"                     | 17             | 21            | 7       |     | To The Door Of The Sun                          |
| 1976 | "Volare" b/w "You Belong To Me"                                                                         | 33             | 41            | 9       |     | Sing My Love Songs                              |
| 1976 | "My Thrill" b/w "The More I See You"                                                                    |                |               | 43      |     | Sing My Love Songs                              |
| 1976 | "Sing My Love Song" (With The Mike Curb Congregation) b/w "May I Have The Next Dream With You"          |                |               | 24      |     | Sing My Love Songs                              |
| 1977 | "Kentucky Morning" b/w "Sweet Marlorene"                                                                |                | 110           | 26      |     | The Next Hundred Years                          |
| 1978 | "The Next Hundred Years" b/w "After The Lovin'"                                                         | 49             | 55            | 6       |     | The Next Hundred Years                          |
| 1978 | "One Last Time" b/w "Here I Go Again"                                                                   |                |               | 44      |     | The Next Hundred Years                          |
| 1979 | "Torero" b/w "Now That I Found You"                                                                     |                |               |         |     | Non-album tracks                                |
| 1980 | "Almost Gone" B-side unknown                                                                            |                |               |         |     | Non-album tracks                                |
| 1981 | "Look Around (You'll Find Me There)" b/w "More Than Ever Now"                                           |                |               |         |     | Non-album tracks                                |
| 1982 | "You and I" b/w "If I Should Love Again"                                                                |                |               |         |     | Non-album tracks                                |
| 1982 | "What Your Love Did For Me" b/w "Warm Is When You Touch Me"                                             |                |               |         |     | Non-album tracks                                |